# Masarykov dom
Masarykov dom (česky Masarykův dům) je objekt č.p.168 ve slovenské obci Bystrička u Martina, který si v roce 1931 nechala postavit rodina Tomáše Garrigue Masaryka.

## Vztah Masaryka k Bystričce
Psal se rok 1887 a v té době díky sporům o pravost rukopisů v Čechách již ne tak docela neznámý Masaryk, budoucí první československý prezident, vybírá Turiec, respektive Bystričku a její okolí, s cílem poznat Slováky a jejich jazyk a kulturu. Rodina Masarykových zpočátku jezdila do Bystričky do dvou pronajatých místností k rodině Lehotských, vždy v letním období a téměř pravidelně (poprvé to bylo roku 1888). Podle vzpomínek pamětníků zde mezi obyvateli a rodinou Masarykových panovaly velmi přátelské vztahy. Masarykovi se zde zamlouvala nejen možnost poznat slovenský lid, ale také krásná krajina vhodná k jízdě na koni a okolní hory, které lákaly k výstupům i k lovu. V rámci turistiky či lovu se dle pamětníků nocovalo u vatry pod hřebeny hor, za doprovodu zpěvu slovenských písní.

## Masarykův dům a život v něm
V roce 1930 bylo podle plánů architekta Jana Pacla započato se stavbou domu, který byl následujícího roku dokončen. Na stavbu dohlížela Alice Masaryková, dcera prezidenta.
Dle Ladislava Rapoše exteriér i interiér domu vynikal svou masarykovskou prostotou a čistotou, působil světle a teple. V přízemí byla velká kuchyně, malá jídelna, prezidentova pracovna a hala se vstupem na terasu a do zahrady. V přízemí se též rodina věnovala hudbě. Do prvního patra, kde byly ložnice a hala s terasou, vedly dubové schody a stěny byly lemovány ozdobnými koberci místní produkce.
Rapoš uvádí, že obvyklý rytmus dne prvního prezidenta vypadal následovně: vstával brzy ráno, po snídani odcházel do pracovny, kde četl korespondenci a tisk a poté si za dobrého počasí povídal na terase či na zahradě se svými vnoučaty. Na zahradě rostla vrba, z prutu dovezeného z Lán, pod ní byl symbol Československa, stolek s deskou ze slovenského travertinu, který stál na českých cihlách. Z altánku na zahradě byl výhled na panorama Velké Fatry na druhé straně údolí. Po obědě měl prezident oddech a po něm se vydával na vyjížďku na svém koni Hektorovi, na které ho obvykle doprovázel Krejčík, koňský správce. Prezidentova ochranka často neměla lehkou práci, protože prezident vždy vyžadoval, aby se chovali tak, aby je neviděl a navíc jim občas unikal zadním vchodem. Po večeři trávila rodina společný čas v hale a prezident odcházel spát kolem desáté hodiny.
Mezi hosty, kteří do Bystričky za rodinou Masarykových přijeli, byli například Edvard Beneš s manželkou, Karel Čapek, Karel Plicka a další osobnosti z Československa i ze zahraničí.

## Rozvoj regionu z popudu Masaryka a jeho rodiny
Masarykova rodina si v létě jezdila do Bystričky odpočinout, přesto ale ani zde nezůstali pasivní. Z řady úspěšných projektů, které zde Masarykova rodina realizovala, stojí sa zmínku alespoň některé. Silnice z Bystričky do Martina byla vydlážděna, dnes je sice dlažba zalitá asfaltem, ale zůstala lipová alej, vysazená právě na popud prezidenta.
Další vybudovanou komunikací byla horská silnice na Martinské hole, postavená po dohodě mezi TGM a tehdejším starostou Martina Jánem Fraňou v době krize, což pomohlo řešit problém nezaměstnanosti v regionu. Jak vzpomíná Ján Fraňo, vnuk starosty Martina, tento projekt se kuriozně zrodil během rozhovoru, který následoval poté, kdy se prezident přidal v horském potoku ke starostovi, který si v něm v rámci prevence proti revmatismu máčel nohy.
Pro prezidenta a "doktorku Alici" bylo důležité školství. Zvláštní péči nedostala jen škola v Bystričce, při martinském Štefánikově ústavu Alice založila také jesle, školku a pro studenty z venkova také studovnu, čítárnu a zajistila též to, že studenti dostávali teplé jídlo. Nově byla postavena škola v martinské Mudroňovej ulici (1934) a měšťanská škola v Mošovciach (1932). Podle slov Zory Frkáňové těmito aktivitami vyjadřovala Masarykova rodina svůj vztah ke Slovensku, co dělali pro Turiec, dělali pro celé Slovensko.

## Období válečné, 1939-1945
Byla to právě Alice Masaryková, kdo v roce 1919 zakládal Československý červený kříž a tyto své aktivity dále rozvíjela i při pobytech v Bystričce a Martině (do roku 1950 se jmenoval Turčiansky Svätý Martin). V roce 1924 zařídila, že sídlo slovenské pobočky organizace ČSČK vzniklo v Martině. V období 1939-1945 se Masarykův dům dostal pod správu Slovenského červeného kříže a žádnou válečnou újmu díky tomu neutrpěl. Zajímavé bylo, že obyvatelé Bystričky a okolí zůstali i během fašistické vlády silně loajální vůči svému prvnímu prezidentovi a idejím svobodného Československa a v Bystričce tedy nikdo nezradil.

## Období po roce 1945
Po roce 1945 přišlo krátké období euforie, které však netrvalo dlouho. Roku 1948 Jan Masaryk za záhadných okolností zemřel, zbytek rodiny odešel do emigrace a Masarykov dom v Bystričce se na následující desetiletí stal barometrem toho, jak se změnily politické poměry. V domě postupně sídlily Archeologický ústav, Slovenská národní knihovna (1951-1953), což bylo ještě období, kdy si zaměstnanci vážili odkazu rodiny a s ničím se nehýbalo. V dalších letech zde byla ubytovna budovaných Stalinových závodů v Martině a zemědělská šlechtitelská stanice, ale to už začalo vybavení domu postupně mizet. Dnes (2016) se inventář již dlouhá desetiletí nachází v objektech různých institucí po celém Slovensku, ale chybí ochota jej do Masarykova domu vrátit, nejčastější alibistickou výmluvou je to, že chybí dobová dokumentace. Klavírní křídlo, na které hrával Jan Masaryk, se nachází ve Slovenském národním muzeu v Martině.
Dům dále sloužil jako jesle, školka, sídlilo zde holičství-kadeřnictví a krejčovská dílna, po roce 1990 i vývařovna pro důchodce.

## Období po roce 1990
Masarykovy vnučky Anna a Herberta dostaly objekt zpět v rámci svých restitučních nároků v roce 1992. Vznikla dohoda, že objekt zůstane pod obecní správou a bude v něm zřízena památeční místnost. Podařilo se obstarat repliky původního osvětlení a získat i některé kusy původního vybavení domu. Poté ovšem dědičky objekt nečekaně prodaly pražskému podnikateli Šubrtovi, bez toho, aby tento svůj krok konzultovaly s obcí Bystrička. Nový majitel však nezaplatil ani jednu splátku hypotéky a Masarykov dom šel do dražby, kde ho získali současní majitelé, rodina Bartových. Ti v domě bydlí a mají v něm i sídlo své stavební firmy.
Rodina Bartových se snaží o údržbu objektu a o obnovu původního interiéru, ale nesetkala se s příliš velkou vstřícností. Původního vybavení se zatím mnoho sehnat nepodařilo, prostory přízemí tedy alespoň vybavili v dobovém stylu. Z původního vybavení se zachovala např. okna, dveře, garnýže, původní štuky na stropech (jsou v každé místnosti jiné), lustr a krb v hale, obraz, nalezený na půdě a vchodová klika se stylizovanou hlavou šakala.
Vřelý vztah Masarykovy rodiny ke Slovensku a existence Masarykova domu v Bystričce jsou na Slovensku i v Čechách stále do značné míry neznámé. Totalitní režim lživě popisoval Masaryka jako nepřátele Slováků a po rozdělení Československa se poznání vzájemné historie dostalo na vedlejší kolej.